# حسين أوزكركن
حسين أوزكركن (بالتركية: Hüseyin Özgürgün)‏ (و. 1965  م) هو سياسي قبرصي شمالي، ولد في نيقوسيا، هو عضوٌ حزب الاتحاد الوطني.

## مناصب
تولى منصب Member of the 11th Parliament of Northern Cyprus ‏ (منذ 9 يناير 2018)
- رئيس وزراء قبرص الشمالية  [لغات أخرى]‏ (منذ 16 أبريل 2016)

.

## التعليم
تعلم في كلية العلوم السياسية في جامعة أنقرة ‏
.